# ハシモト (富山県)

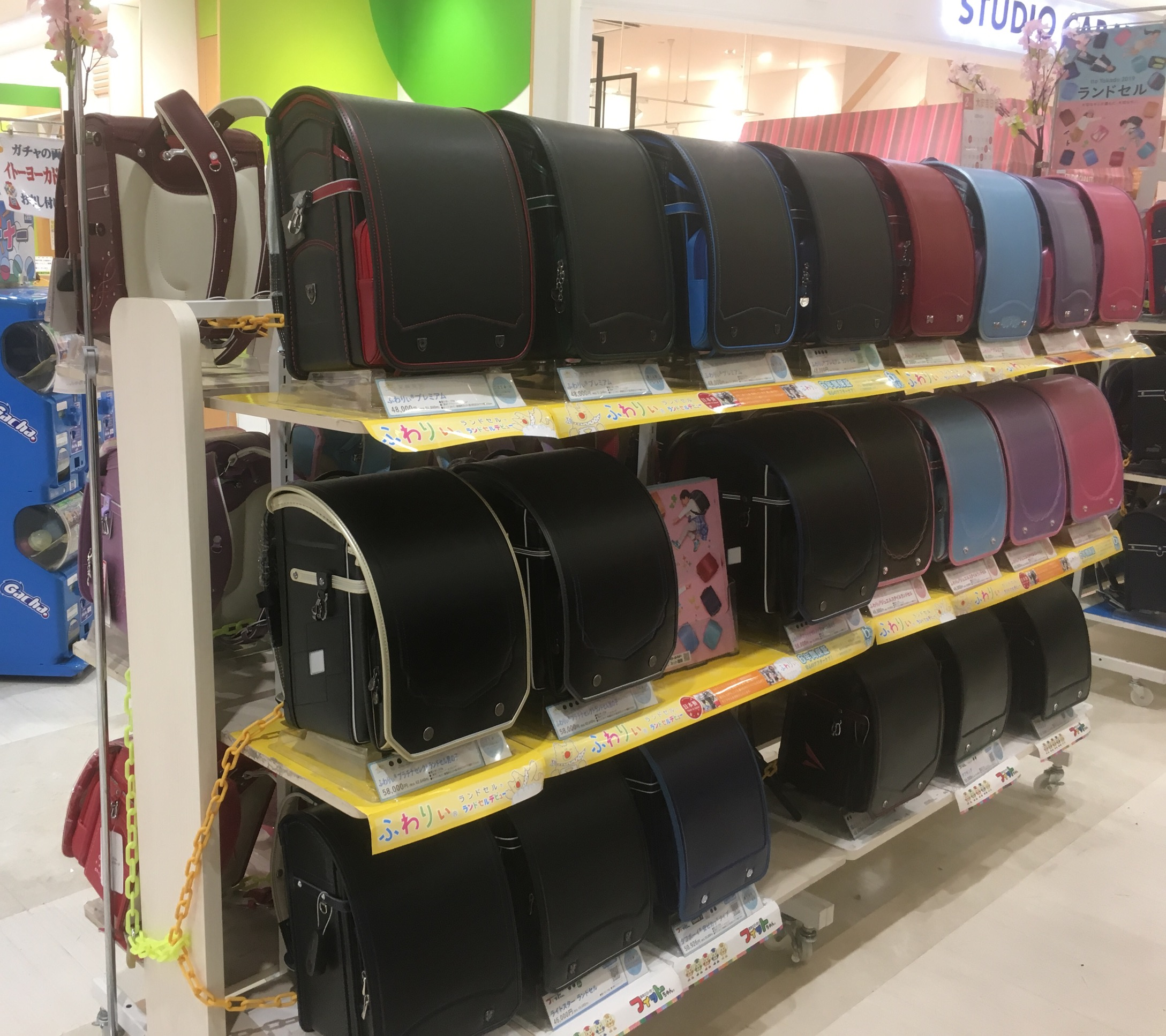
ランドセル売り場にて、最下段に陳列されているのがハシモトの「フィットちゃん」

株式会社ハシモトは、富山県富山市に本社を置く総合卸売である。本項では（旧）株式会社ハシモトの製造部門が社名変更した株式会社ハシモトbaggageについても記述する。

## 沿革
個別に出典が提示されている箇所を除いた出典→
橋本商店→（初代）ハシモト→ハシモトbaggage
- 1946年（昭和21年）4月 帆布、ゴム布生地使用学生鞄、リュックサック製品の製造の橋本商店として個人創業。
- 1950年（昭和25年）4月 卸部を新設。
- 1959年（昭和34年）3月1日 資本金200万円にて法人組織に改組[2]。
- 1968年（昭和43年） 人工皮革（クラリーノ）にて、学生鞄、ランドセルおよびビジネス鞄を製造し、東名阪方面の商社に納入し全国に出荷される[2]。
- 1970年（昭和45年）
  - 5月 富山市赤田に新工場完成。
  - 7月 増資[1]。
- 1976年（昭和51年）11月 現在地において新本社ビル完成。
- 1984年（昭和59年）4月 ランドセルの製造開始。同時に自社ブランド「ラリーちゃん」登録。
- 1993年（平成5年）8月 株式会社ハシモトに社名変更。同時に卸部門を株式会社ラ・ポンテとして分離独立。
- 2013年（平成25年）10月 株式会社ハシモトbaggageに社名変更。同時に販売部門を（2代目）株式会社ハシモトとして分社。
- 2014年（平成24年）1月 赤田工場（旧工場）の約100m北側に新工場の土地を取得、同年秋に着工[3]。
- 2015年（平成27年）3月 富山市黒崎に新工場完成。同年4月稼働開始[3]。

（2代目）ハシモト
- 2013年（平成25年）10月 （旧）株式会社ハシモトの販売部門が独立して（現）株式会社ハシモト設立。

## 提供番組
- プリキュアシリーズ（朝日放送テレビ（ABCテレビ）製作・テレビ朝日系） - 2008年のYes!プリキュア5GoGo!から提供。現在は同業他社のセイバンが一時的に交互で提供する時期が殆ども見られる。
- ふしぎ星の☆ふたご姫→ふしぎ星の☆ふたご姫 Gyu!（テレビ東京系）
- スーパー戦隊シリーズ（テレビ朝日系）
- 仮面ライダーシリーズ（テレビ朝日系）
- クレヨンしんちゃん（テレビ朝日系）
- ドラえもん（テレビ朝日系）

## 関連企業
- 株式会社ラ・ポンテ[2]